# Jemma Pixie Hixon
Jemma Pixie Hixon (* 6. Februar 1991 im Vereinigten Königreich) ist eine britische Amateursängerin, die über das Internet weltweit Bekanntheit erlangte. Offiziellen Angaben zufolge leidet sie unter Agoraphobie und verlässt deswegen seit etwa fünf Jahren nicht das Haus. Sie präsentiert sich über eine Webcam.

## Leben
Ihre Coversongs von Liedern von Beyoncé Knowles, Rihanna, Lady Gaga und Linkin Park fanden in China und Osteuropa viele Anhänger. Im Alter von 13 Jahren sang sie im Fernsehen mit der Girlband Sugababes, nach dem sie einen Wettbewerb in der Sendung The Saturday Show von BBC One gewonnen hatte. Ihre Version des Liedes Alejandro von Lady Gaga wurde in China in nur einer Nacht etwa eine Million Mal aufgerufen und wurde so zum meistgesehenen Video auf Youku. Sie lebt im Elternhaus in Malvern, Worcestershire.